# Наусикаја од Ветровите Долине (филм)
Наусикаја од Ветровите Долине (јап. 風の谷のナウシカ) јапански је аниме филм из 1984. Режију и сценарио потписује Хајао Мијазаки. Темељи се на истоименој манги коју је написао Мијазаки. Радња се одвија у постнуклеарном футуристичком свету, а прати Наусикају, принцезу Ветровите Долине која бива уплетена у борбу са Толмекијом, царством које покушава да употреби древно оружје како би искоренило џунглу насељену великим мутираним инсектима.
Приказиван је у биоскопима од 11. марта 1984. у Јапану. Добио је позитивне рецензије критичара, који су посебно похвалили причу, теме, ликове и анимацију. Сматра се једним од најбољих аниме филмова икада. Иако је приказан пре покретања Студија Гибли, често се сматра Гиблијевим филмом. У САД га је приказала компанија Менсон, која је у потпуности променила имена ликова и исекла делове филма, због чега је Гибли увео забрану на мењање филмова.

## Радња
Кад њеној планети прети разарање природних ресурса, принцеза ратница Наусикаја окупи свој народ у борби против пљачкашке војске зле краљице.

## Гласовне улоге
| Глумац            | Улога     |
| ----------------- | --------- |
| Суми Шимамото     | Наусикаја |
| Горо Наја         | Јупа      |
| Јоџи Мацуда       | Асаберу   |
| Јошико Сакакибара | Кушана    |
| Јемаса Кајуми     | Куротава  |
| Ичиро Нагај       | Мито      |
| Хисако Кјода      | Обаба     |
| Кохеј Мијаучи     | Гору      |
| Минору Јада       | Нига      |
| Махито Цуџимура   | Џиру      |